# Anna Boye
Anna Boye – polska ziemianka.
Była pochodzenia niemieckiego, posiadała dobra we wsi Sierzchowo, gdzie zamieszkiwała w okresie II RP (w latach 20. XX w. jako właściciel figurował Józef Boye).
Działała społecznie. We Włocławku była współzałożycielką i pierwszą prezes Pogotowia Wojennego Ziemi Kujawskiej oraz Włocławskiego Oddziału Polskiego Czerwonego Krzyża, którego prezesem była do 11 stycznia 1934 r. Działała w Radzie Opiekuńczej Bursy przy Szkole Handlowej we Włocławku. W 1926 weszła w skład komitetu budowy gmachu Muzeum Ziemi Kujawskiej we Włocławku i przekazała środki pieniężne na ten cel.

## Ordery i odznaczenia
- Krzyż Kawalerski Orderu Odrodzenia Polski (2 maja 1923)[8][9]
- Złoty Krzyż Zasługi (10 listopada 1933)[10]